# Pteris lata
Pteris lata là một loài dương xỉ trong họ Pteridaceae. Loài này được Kaulf. ex Link mô tả khoa học đầu tiên năm 1833.
Danh pháp khoa học của loài này chưa được làm sáng tỏ. 